# Dušan Drašković
Dušan Drašković (Banja Luka, 20 de junho de 1939) é um ex-treinador e jogador de futebol montenegrino. Ele é considerado um dos pioneiros do futebol moderno no Equador.

## Carreira
Durante sua carreira de jogador, Drašković jogou no Spartak Subotica, Vojvodina, Radnički Niš e FK Vrbas. Ele representou a Iugoslávia nos Jogos do Mediterrâneo de 1971, ganhando a medalha de ouro.
No início de sua carreira administrativa, Drašković atuou como técnico do FK Vrbas (duas vezes), FK Vojvodina e FK Spartak Subotica, antes de deixar sua terra natal em 1988. Drašković dirigiu a Seleção do Equador no torneio da Copa América em 1989, 1991 e 1993. A nível de clubes, Drašković foi treinador de vários times: no Brasil (Clube Atlético Bragantino), Colômbia (Atlético Junior), Equador (Barcelona SC, CSD Macará e Emelec) e Guatemala (Comunicaciones F.C.).
Drašković também administrou o FK Vojvodina e o FK Borac Banja Luka na antiga SFR Iugoslávia.

## No Brasil
Foi treinador do Red Bull Bragantino em 1994